# Nhóm ngôn ngữ Finn
Nhóm ngôn ngữ Finn  là một nhánh của ngữ hệ Ural nói quanh biển Balt, là ngôn ngữ của các dân tộc Finn. Ngữ chi này có khoảng 7 triệu người nói, sống chủ yếu ở Phần Lan và Estonia.
Theo cái nhìn truyền thống, tám ngôn ngữ Finn thường được công nhận. Hai đại diện lớn của nhóm là tiếng Phần và tiếng Estonia, ngôn ngữ chính thức của hai đất nước. Những ngôn ngữ Finn vùng biển Balt khác là tiếng Ingria và tiếng Vot (nói ở Ingria, kế bên vịnh Phần Lan); và tiếng Livonia (từng nói quanh vịnh Riga). Hiện diện xa hơn về phía đông bắc là tiếng Karelia, tiếng Ludi và tiếng Veps (nói trong vùng hồ Onega và Ladoga).